# پلنگ ایرانی
پلنگ ایرانی (نام علمی:  Panthera pardus tulliana) (به انگلیسی: Persian Leopard) به لحاظ جثه از بزرگ‌ترین زیرگونه‌های پلنگ می‌باشد که بومی غرب آسیا است و در فهرست جانوران «در معرض خطر انقراض» آی‌یوسی‌ان قرار دارد. طبق برآوردی در سال ۲۰۰۵ کمتر از ۱٬۳۰۰ پلنگ در گستره‌ای شامل ایران، قفقاز، ترکمنستان، جنوب روسیه، پاکستان و افغانستان زیست می‌کنند. حداقل ۶۰ تا ۷۰ درصد این جمعیت در داخل مرزهای ایران به سر می‌برند. به این ترتیب ایران مهم‌ترین زیستگاه پلنگ ایرانی در غرب آسیا به‌شمار می‌رود. جمعیت پلنگ ایرانی در دهه‌های اخیر در گستره پراکنش تاریخی خود به شدت کاهش یافت، به گونه ای که این زیرگونه از پلنگ‌های آسیایی در برخی مناطق ناپدید شده است. ایران با داشتن مناطق وسیعی از زیستگاه‌های مطلوب برای زیست پلنگ، به عنوان آخرین پایگاه برای پلنگ ایرانی در منطقه شناخته می‌شود. به این ترتیب چشم امید کشورهای همسایه نیز برای حفاظت از پلنگ ایرانی به ایران است. همانند شیر و ببر، پلنگ ایرانی نیز اهمیت منحصر به فردی در هنر، تاریخ و ادبیات ایران دارد. نمادسازی این گونه‌ها در طول قرن‌ها برای تأکید بر قدرت، هوش و دلاوری شاهان و قهرمانان ملی نشان دهنده اهمیت گربه سانان بزرگ از جمله پلنگ برای جامعه ایرانی است.

## ویژگی‌های جسمی
اندازه‌ها و رنگ پوشش بدن در مناطق مختلف در گسترهٔ پراکنش پلنگ در ایران، تفاوت قابل توجهی با یکدیگر دارند ولی عموماً طول بدن آن‌ها بین ۱۱۰ تا ۱۸۰ سانتی‌متر و طول دم نیز از ۶۰ تا ۱۰۰ سانتی‌متر متغیر است. ارتفاع بدن این گونه بین ۴۵ تا ۷۰ سانتی‌متر و وزن آن‌ها تا ۱۱۰ کیلوگرم در نرها و ۳۰ تا ۸۰ کیلوگرم در ماده‌ها است. دارای جثهٔ بزرگ، بدنی عضلانی و قابل انعطاف، سری پهن، دست و پایی کوتاه و پنجه‌های قوی است. پلنگ نر از ماده بزرگ‌تر بوده و ۳۰ تا ۵۰ درصد سنگین‌تر است و بزرگ‌ترین پلنگ‌های نر گاهی سه برابر بزرگ‌تر از پلنگ‌های ماده به لحاظ جثه می‌باشند.
سطح بدنش پوشیده از موهای نرم و کوتاه به رنگ کرم نخودی است که در قسمت‌های زیرین بدن کم‌رنگ‌تر می‌شود و پوشیده از خال‌های گرد و توخالی شبیه به گل است.

## جمعیت
شمار پلنگ‌های ایرانی بالغ در سراسر کشورهای محل زیست آن کمتر از ۸۷۱ تا ۱٬۲۹۰ قلاده برآورد می‌شود. برآوردهای ملی به این شرح است: ۵۵۰ تا ۸۵۰ در ایران (بر اساس تخمین سال ۲۰۰۲) و ۲۰۰ تا ۳۰۰ در افغانستان، ۷۸ تا ۹۰ در ترکمنستان، حداکثر ۱۰ تا ۱۳ در ارمنستان، حداکثر ۱۰ تا ۱۳ در آذربایجان، ۳ تا ۴ در قَرَه باغ، حداکثر ۵ در گرجستان، حداکثر ۱۰ در قفقاز شمالی فدراسیون روسیه و حداکثر ۵ قلاده در ترکیه.
ایران مهم‌ترین زیستگاه پلنگ در خاورمیانه است و جمعیت مناسب پلنگ در این کشور امکان بقای گروه‌های کوچک این جانور در قفقاز، شرق ترکیه و احتمالاً ترکمنستان را از راه مهاجرت‌های بین‌مرزی افزایش می‌دهد. با این حال تراکم جمعیتی پلنگ در ایران بسیار پایین است و ۰٫۰۶ تا ۰٫۱ قلاده در هر ۱۰۰ کیلومتر مربع برآورد می‌شود.

## وضعیت حفاظتی

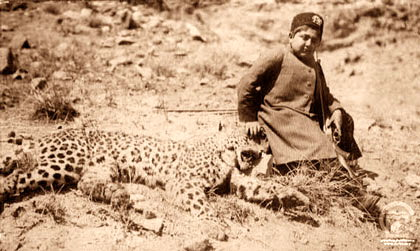
احمد شاه قاجار پس از شکار یک پلنگ ایرانی

اصلی‌ترین تهدید پیش‌روی بقای پلنگ ایرانی جدا شدن زیستگاه‌ها و قطع ارتباط ژنتیکی گروه‌های مختلف این جانور است که معمولاً به تشکیل گروه‌های بسیار کوچک منجر شده است. به‌طوری‌که در همهٔ قلمرو زیستی این جانور هیچ گروه جمعیتی وجود ندارد که دربرگیرندهٔ بیش از ۱۰۰ پلنگ بالغ باشد.
کاهش طعمه بر اثر شکار انسان‌ها، گسترش زیربنایی، مزاحمت‌های انسانی و از میان رفتن زیستگاه (شامل چیدن گیاهان و قارچ‌های خوراکی، ساخت معدن، جاده‌سازی، جنگل‌زدایی، آتش‌سوزی و چرای دام) عواملی‌ست که منجر به تکه‌تکه شدن زیستگاه‌های جانور شده است. بحران اقتصادی پس از فروپاشی شوروی و کاهش نظارت بر مناطق حفاظت‌شده باعث شد تا با شکار بی‌رویهٔ جانوران سم‌دار در آسیای میانه و قفقاز و همچنین فعالیت‌های اقتصادی در نواحی محل زندگی پلنگ جمعیت انواع بز کوهی، گوسفند وحشی، مرال و شوکا که طعمه‌های اصلی پلنگ می‌باشند، به شدت کاهش پیدا کند و این امر تأثیر منفی بر جمعیت این جانور بگذارد. گراز تنها شکار پلنگ است که جمعیت آن در سال‌های اخیر کاهش چندانی نداشته است.
شکار مستقیم این جانور ممکن است به‌عنوان تروفه (شکار افتخاری)، برای فروش پوست (به ویژه در افغانستان)، تیراندازی برای حفاظت از جانوران خانگی (به ویژه در ایران و ترکمنستان) و کشتن به محض مشاهده (بیشتر در قفقاز و شرق ترکیه) صورت گیرد. این موارد شایع نیست ولی با توجه به جمعیت کوچک این جانور تأثیر قابل توجهی بر ادامهٔ حیات گروه‌های کوچک این جانور دارد. به‌ویژه در قفقاز که پلنگ‌ها در تعدادی ناچیز در مناطقی گسترده پراکنده‌اند و از بین رفتن حتی یک عدد از آن‌ها ثبات جمعیتی را برهم می‌زند، به همین دلیل حتی در مناطقی که از نظر شکار غنی هستند، همچون جنوب ارمنستان، تعداد واقعی پلنگ‌ها بسیار کمتر از چیزی است که با توجه به تعداد جانوران شکار آن می‌توان حدس زد.
در اسفندماه ۱۳۹۴، برنامهٔ ملی عملیاتی حفاظت و مدیریت پلنگ ایرانی که در سازمان حفاظت محیط زیست تهیه شد، از سوی معصومه ابتکار معاون رئیس‌جمهور و رئیس وقت سازمان حفاظت محیط زیست برای اجرا به تمامی واحدهای مربوطه ابلاغ شد. از سال ۱۳۹۱، بیش از ۳۰ برنامه در سطوح مختلف در راستای تهیه و تدوین برنامهٔ ملی عملیاتی حفاظت و مدیریت پلنگ در ایران با ابلاغ سازمان حفاظت محیط زیست، از طریق مؤسسۀ تخصصی مطالعات پلنگ آسیایی انجام گردید که به‌طور کلی سطح مشارکتی اجرای مراحل برنامه‌ریزی، جامع و یکپارچه بودن این برنامه و مطالعات پیشین و نیازسنجی‌های انجام شده، از ویژگی‌های مورد توجه در این برنامه است.
در سال ۲۰۲۰، مدل ریاضی منطقه ای و نوآورانه ای برای تعیین اثرات تجمیعی تغییرات کاربری اراضی و پوشش گیاهی بر دوام پذیری پلنگ ایرانی در ایران، برای اولین بار منتشر گردید و اجرای بخشی از مفاد برنامه ملی عملیاتی حفاظت و مدیریت پلنگ در ایران، در سال ۱۴۰۰ منجر به کسب رتبه برتر در یک رقابت بین‌المللی برای پروژه پلنگ ایرانی شد.
در تهران در سال ۱۹۹۸ یک انجمن غیردولتی به نام «انجمن حفاظت از پلنگ ایرانی» ایجاد شد.

### جریمهٔ شکار پلنگ در ایران
در ۳ خرداد سال ۱۳۹۴ بهای شکار و صید پلنگ ایرانی از ۵ میلیون تومان به ۸۰ میلیون تومان افزایش یافت. این جریمه در ۲۵ تیر سال ۱۳۹۸ مجدداً افزایش یافت و به ۱۲۰ میلیون تومان رسید.

## خوراکِ پلنگ
غذای پلنگ با توجه به منطقه‌ای که در آن زندگی می‌کند متفاوت است. بخش عمدهٔ رژیم غذایی پلنگ ایرانی از شکار سم‌داران میان‌جثه همچون بز کوهی (کل و بز)، انواع گوزن به ویژه مرال، گوسفند وحشی (قوچ و میش)، انواع غزال به ویژه آهوی گواتردار ایرانی و گراز تأمین می‌شود. در کنار آن از شکارهای کوچک‌تری نظیر موش، خرگوش و تشی و گوشتخواران کوچک‌تر مانند روباه و شغال در کنار انواع پرندگان و خزندگان طعمهٔ او می‌گردند. در ایران شکار اصلی این جانور کل و بز است و محل زندگی پلنگ نیز تا حد زیادی با محل زندگی کل و بز همسانی دارد.

## رقیبان طبیعی
پلنگ ایرانی شکارچی رأس هرم غذایی ایران بوده و گسترده‌ترین دامنهٔ شکار را دارا می‌باشد. از گوشتخوارانی که با پلنگ در رقابت هستند می‌توان به گرگ، خرس قهوه‌ای سوری، خرس سیاه آسیایی، وشق و کفتار راه‌راه اشاره کرد. از نظر رقیبان غیرطبیعی هم گاهی شکار سگ‌های بزرگ گله می‌شوند.

## بیمهٔ جامع پلنگ ایرانی
از بین رفتنِ پلنگ به دنبال شکار و استفاده از طعمهٔ مسموم، تخریب زیستگاه‌های این گونه و تصادفات جاده‌ای، سازمان حفاظت محیط زیست را بر آن داشته است تا برنامهٔ جامع مدیریت و حفاظت پلنگ ایرانی را با بهره‌گیری از ظرفیت‌های علمی ایرانی تدوین نماید. بیمهٔ پلنگ ایرانی یکی از فصول برنامهٔ ملی حفاظت و مدیریت پلنگ ایرانی است که در اواخر سال ۱۳۹۴ توسط ریاست سازمان حفاظت محیط زیست ابلاغ شد.
در تاریخ ۱۳۹۵/۰۲/۰۴، تفاهم‌نامه‌ای میان سازمان حفاظت محیط زیست و شرکت بیمهٔ ما، برای بیمهٔ پلنگ ایرانی و خسارات اشخاص ثالث و دام امضا شد؛ بنابراین بیمهٔ ما ضمن اینکه حامی پلنگ ایرانی محسوب می‌شود، حامی بخش آگاهی‌رسانی با رویکرد حفاظتی نیز هست.
هدف کلی این بیمه‌نامه شامل ارتقا سطح کیفی حفاظت از زیرگونه در معرض خطر انقراض پلنگ ایرانی در گسترهٔ وسیع پراکنش آن در کشور از طریق ساماندهی و جبران خسارات وارد شده به اشخاص ثالث و کنترل تعارضات و کاهش تلفات ناشی از فعالیت‌های انتقام‌جویانه افراد و بهبود شرایط حفاظتی در مناطق حادثه‌خیز همگام با اطلاع‌رسانی و ترویج فرهنگ حفاظتی، می‌باشد. موضوعات تحت پوشش بیمهٔ جامع پلنگ ایرانی شامل خسارات وارد شده به اشخاص ثالث، خسارات دام و خسارت خود پلنگ است.

## نگارخانه

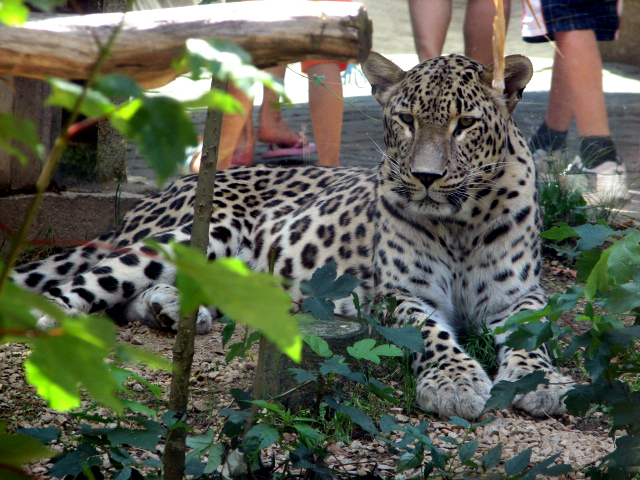
پلنگ ایرانی، باغ وحشی در جمهوری چک
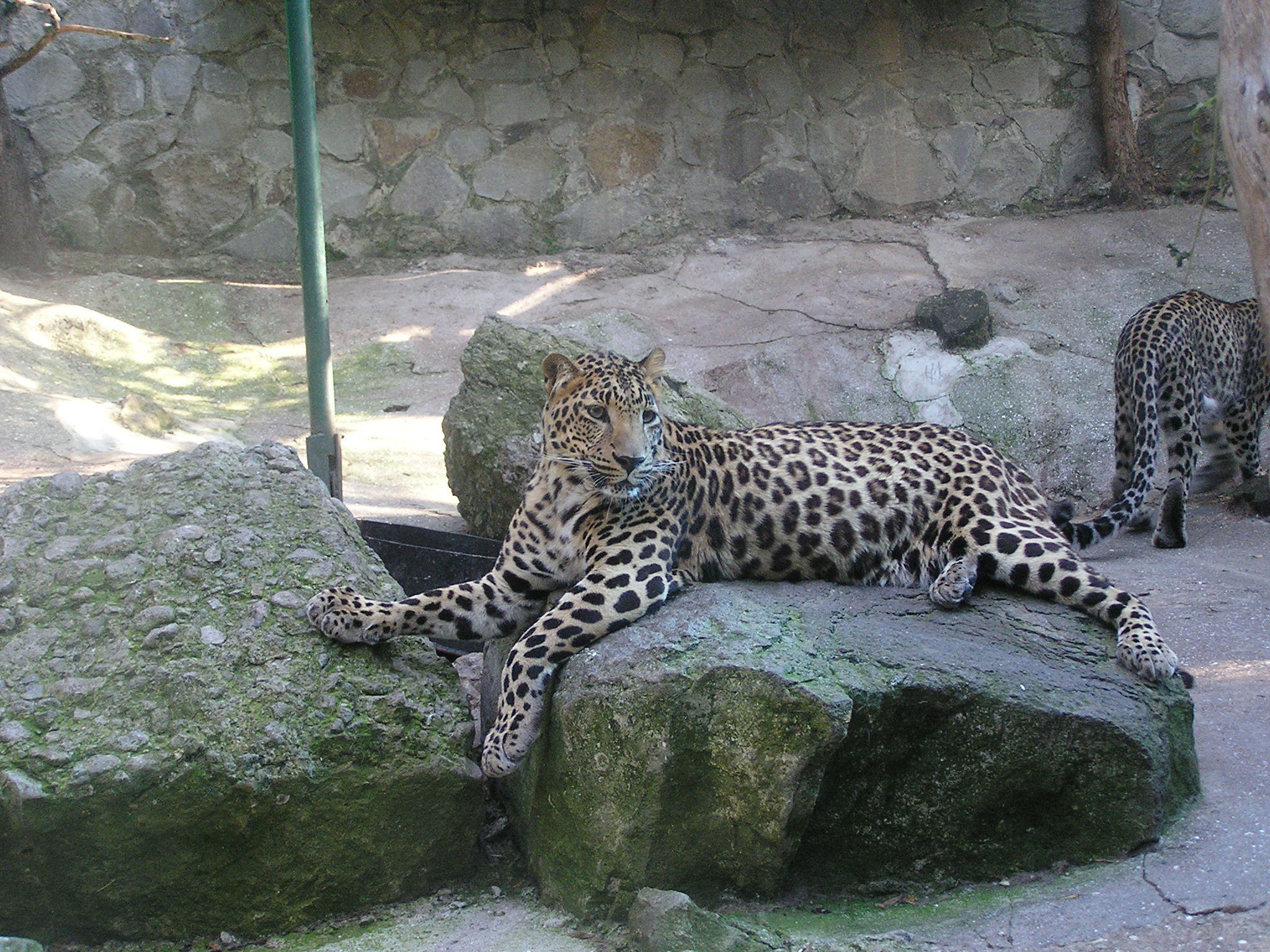
پلنگ ایرانی، باغ وحش یالتا، اوکراین
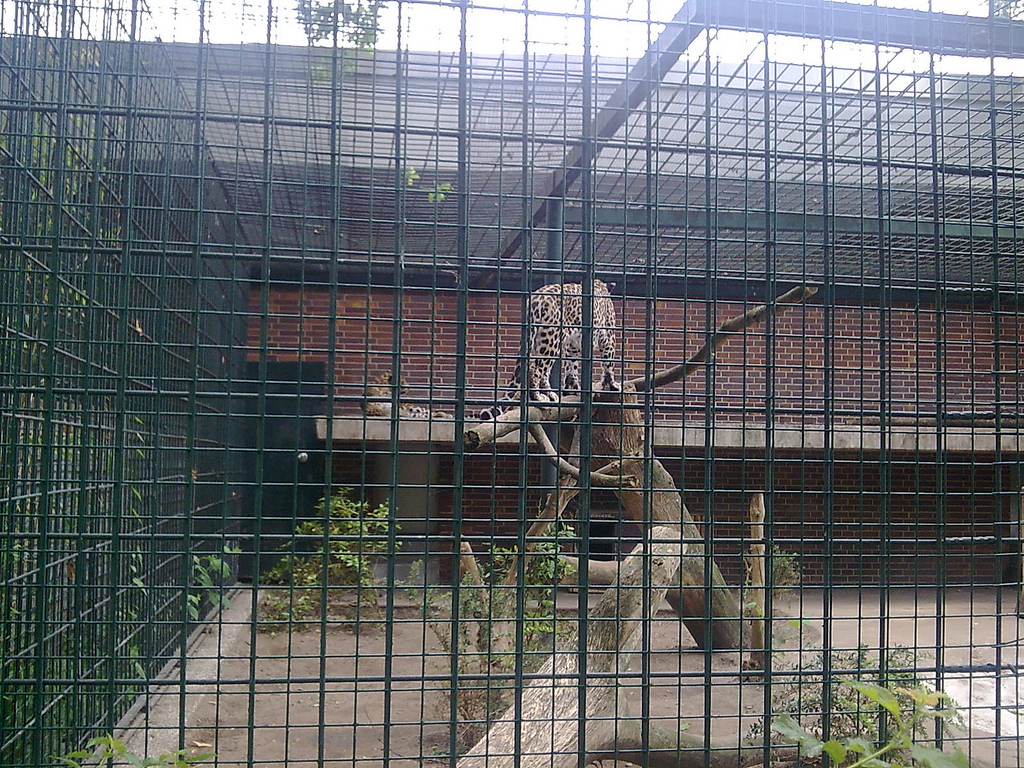
پلنگ ایرانی در باغ‌وحش برلین
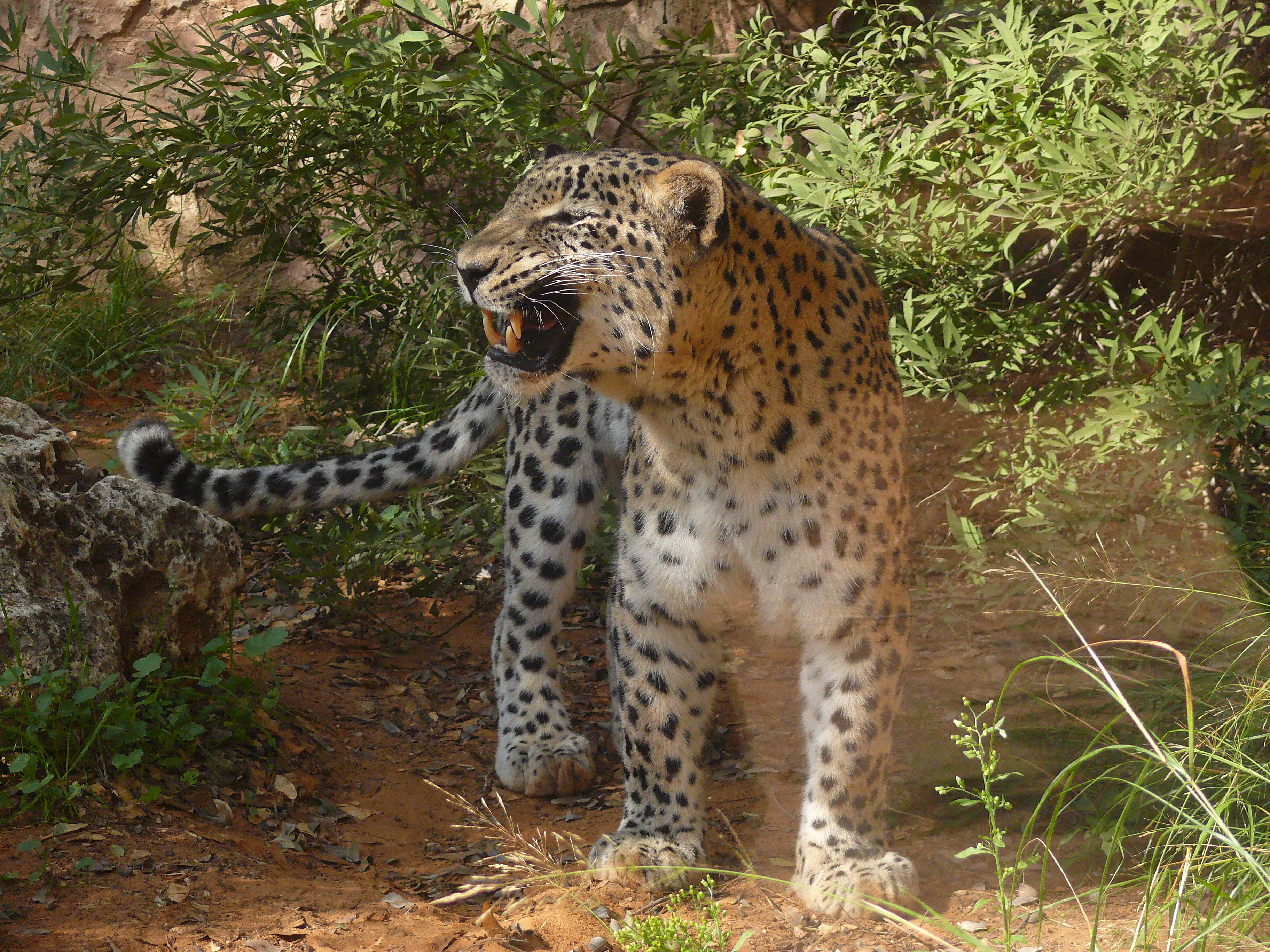
پلنگ ایرانی، باغ‌وحش رمت گن، اسرائیل